# 강정

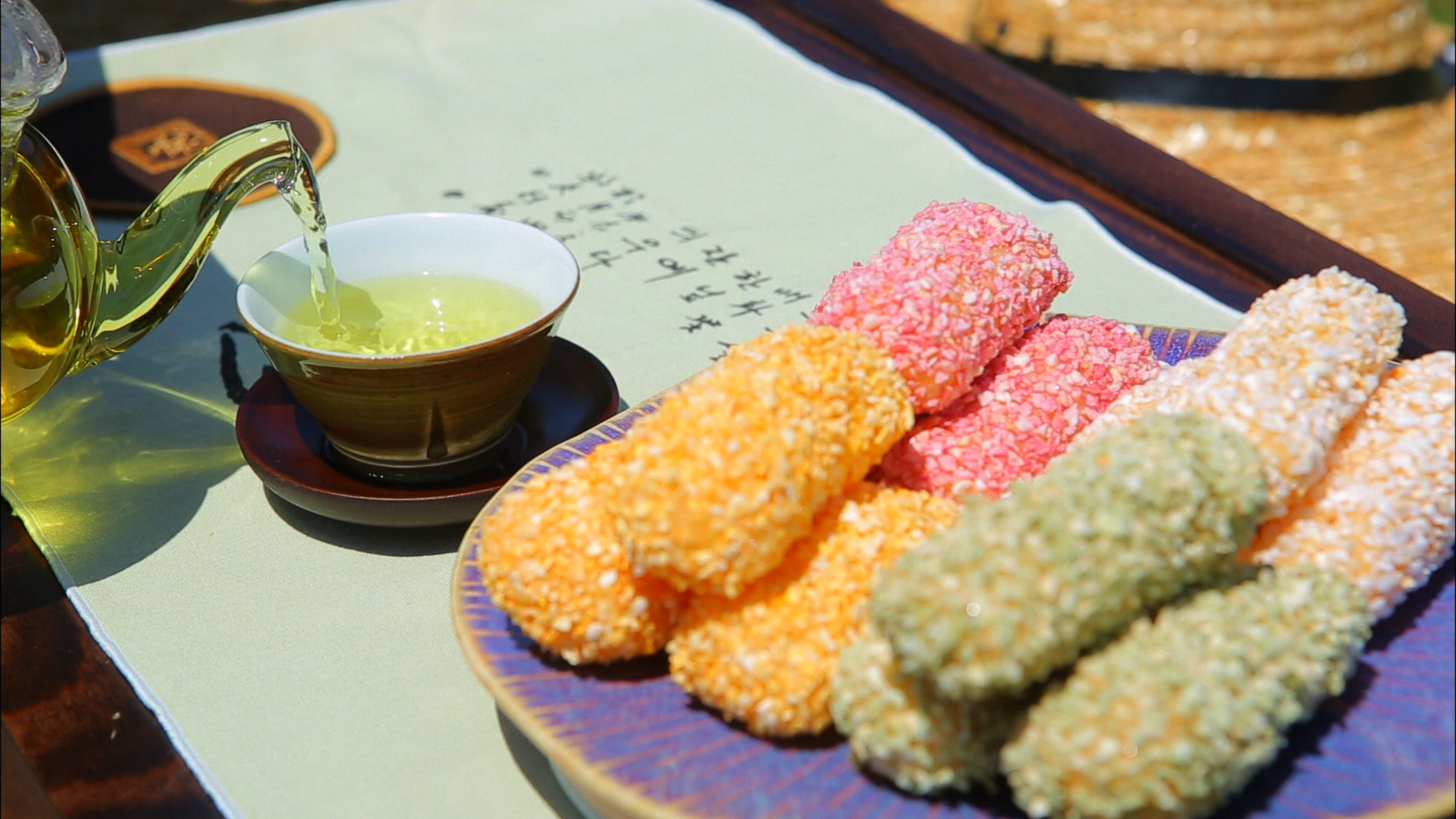
강정

강정(취음: 羗釘 또는 強情)은 찹쌀가루 등으로 반죽하여 말린 한국의 한과이다. 속이 비어 있는 튀긴 "뻥튀기" 과자로, 꿀을 바르고 콩, 견과류, 씨앗, 꽃가루 또는 향신료 가루를 묻힌다. 강정은 결혼식, 제사, 설날 등의 중요한 행사에 자주 상에 오른다. 유과는 불교의 영향으로 고려 시대 이후 널리 퍼졌다.

## 제조
찹쌀을 4~5일 동안 물에 불린 후 빻거나 갈아서 고운 가루로 만든다. 찹쌀가루 10컵과 청주 1/2컵, 꿀 1/2컵을 섞어 젖은 보자기를 깐 시루에 쪄낸다. 찐 반죽은 반죽하여 두께 1 센티미터 (0.39 in), 길이 3–4 센티미터 (1.2–1.6 in), 너비 1.5–2 센티미터 (0.59–0.79 in)의 직사각형으로 자르고 그늘에 말린다. 잘 말린 강정은 먼저 상온의 식용유에 담근 후 따뜻한 기름에 조금 더 부풀려 고온에서 튀겨낸다. 《규합총서》에 강정 맛에 대해 "강정은 씹어 물어보니 저절로 날아갔다"라고 하였다. 옛말처럼 강정은 밑바닥까지 부풀려서 튀기는 것이 좋다. 기름이 다 빠지면 튀긴 강정에 꿀을 바르고 볶은 참깨, 잣가루, 콩가루, 송화가루, 당귀잎가루, 계피가루 등 견과류나 가루를 묻힌다.

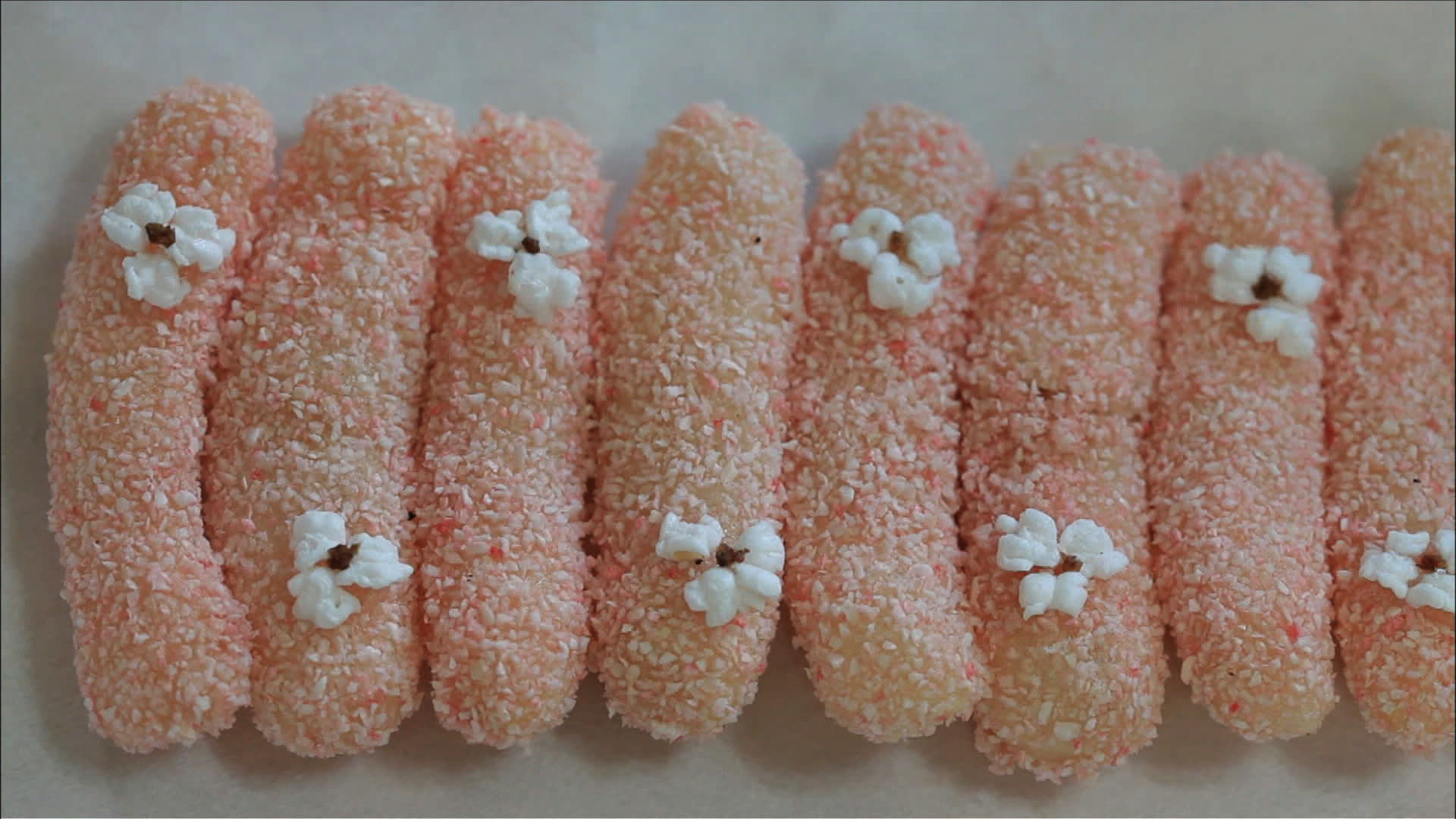
분홍 강정
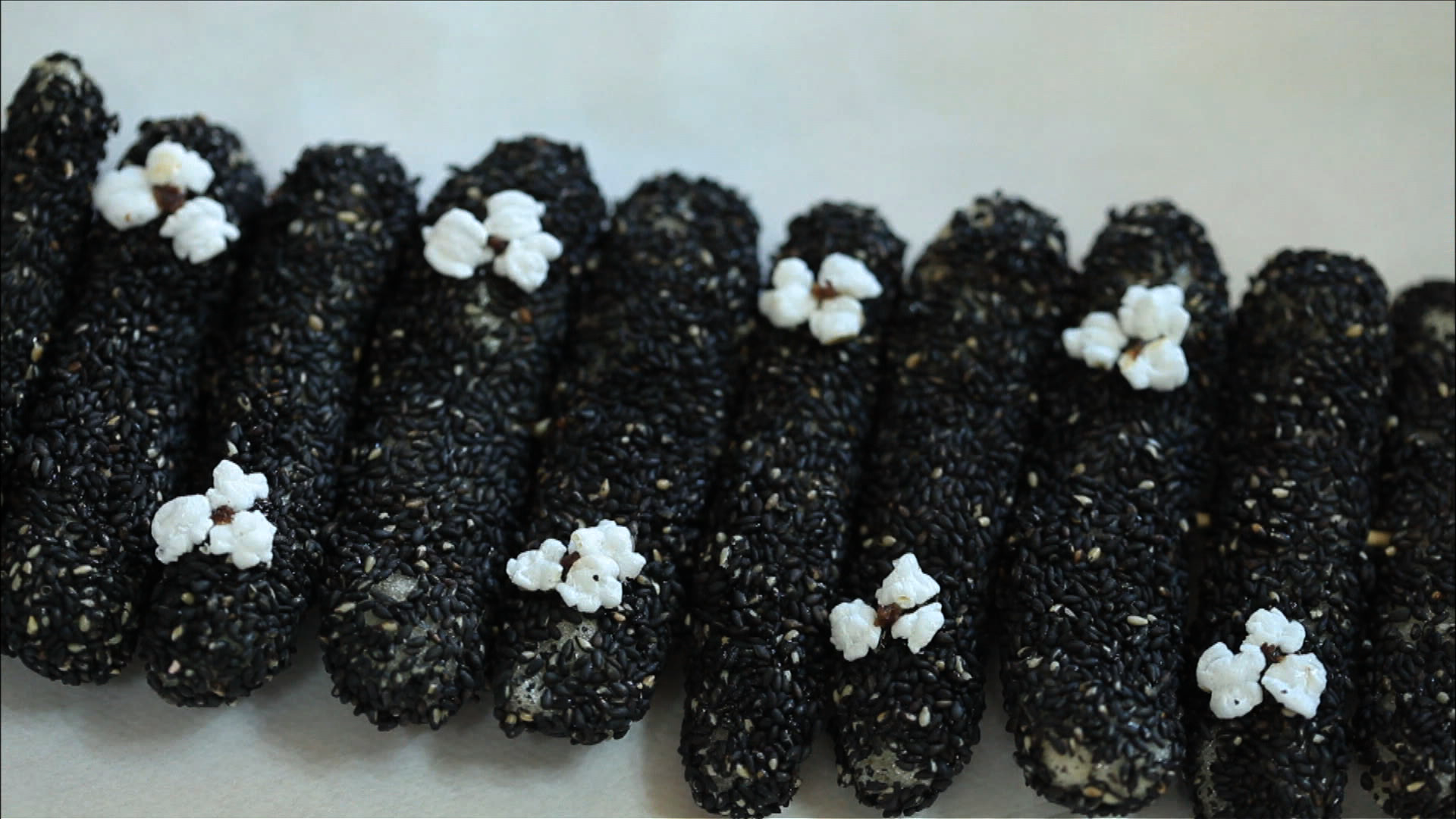
흑임자 강정
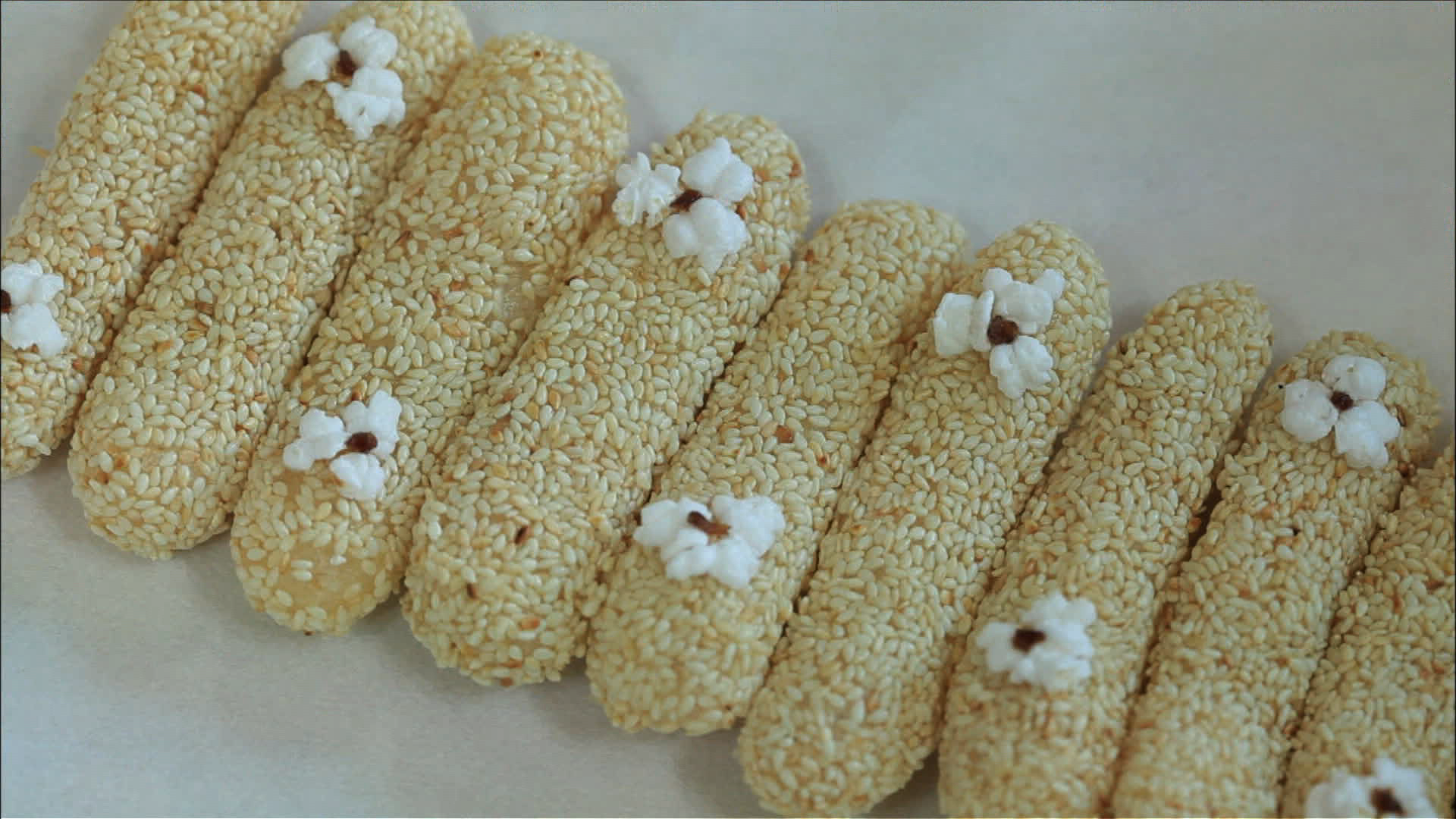
백임자 강정
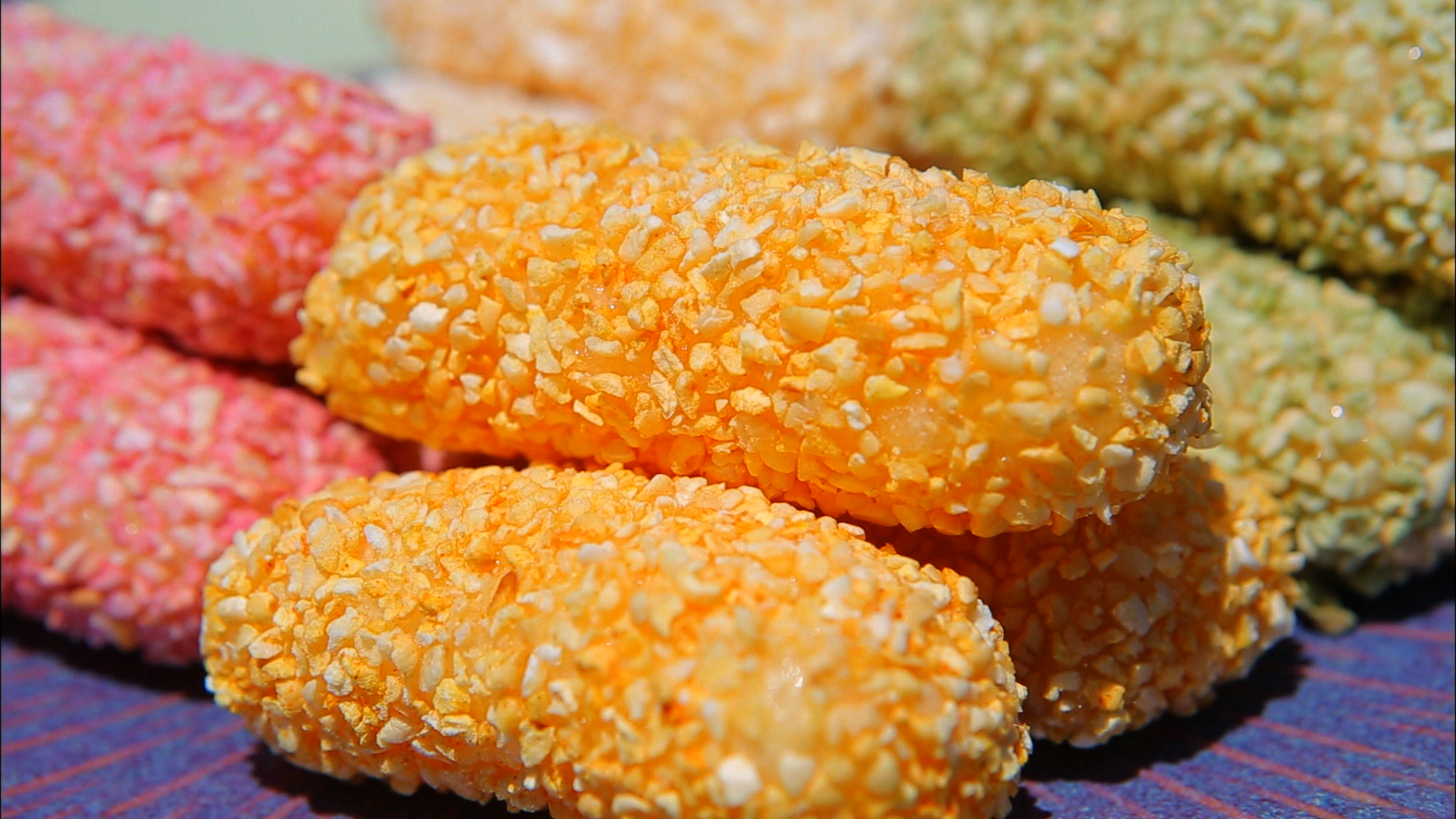
여러 색깔의 강정

## 역사
강정의 기원은 한나라 시대로 거슬러 올라간다. 당시 한구(寒具)라는 음식이 있었는데, 한나라 때 아침 식사 전에 애피타이저로 먹던 일종의 간식이었다. 찹쌀가루를 섞어 반죽한 후 특정 모양으로 튀긴 다음 꿀이나 물엿에 찍어 먹는 음식이다. 강정이 고려 시대에 "유밀과"라는 이름으로 널리 퍼졌다는 설이 있다. 그러나 삼국 시대에도 가야에 "과(餜)"라고 불리는 강정으로 추정되는 물건에 대한 기록이 있다. 한국의 강정은 한구처럼 "양념을 찍어 먹는" 형태보다는 "미리 양념이 된" 형태로 나온다. 강정 자체는 다양한 재료가 들어가는데, 일종의 잡화로 쓰이는 재료에 따라 흑임자강정, 깨강정, 계피강정, 잣강정 등으로 불린다. 오늘날에는 간식에 속하며 실제로 취급되지만, 강정은 만드는 과정이 오래 걸리고 복잡하며 재료가 옛 시대 기준으로 엄청나기 때문에 오랫동안 양반 계층의 전유물로 군림해 왔다. 서민들은 양반이 후하게 나눠주거나 마을 경사에서 잔치를 벌일 때만 강정을 볼 수 있었다. 강정은 이런 경우가 드물었기 때문에 양반 계층 이상에게도 전유물이었다. 또한 앞서 언급된 후한 양반들은 대개 아래의 종이나 노비에게 나눠주는 경우가 많았고, 양반 밑에서 일하는 경우를 제외하고는 명절이나 의례 때 얻을 수 있는 주인을 잘 만난 노비보다 서민들이 강정을 보는 것이 드물었다.

## 같이 보기
- 한과
- 한국 요리
- 과자